# Солнечная династия
Со́лнечная дина́стия, или Сурьява́мша (санскр. सूर्यवंश, IAST: sūrya-vaṃśa), — полумифическая древнеиндийская царская династия , наряду с Лунной династией (IAST: candra-vaṃśa = Чандрава́мша). Согласно пураническим повествованиям, основателем династии был Икшваку, царствовавшей в начале второй юги в Айодхье. Икхшваку был сыном Ману Вайвасвата, отцом которого являлось само Солнце — Вивасват.
От Солнечной династии ведут своё начало и некоторые современные княжеские роды Индии. Из 100 сыновей Икхшваку старший, Викукши, основал Солнечную династию Айодхьи, а другой сын, Ними — вторую ветвь Солнечной династии, царствовавшую в Митхиле. «Вишну-пурана» даёт полный перечень властителей, принадлежавших этим двум ветвям Солнечной династии. К первой из этих ветвей (ветви Айодхьи) принадлежал и излюбленный индийский герой Рама. Довольно много раджпутских родов ведут своё начало от Солнечной династии.

## Введение
«Сурьяваншья» (санскр. सूर्यवंश्य , IAST: sūrya-vaṃśya) обозначает человека, принадлежащего к этой династии. Этот род является старейшим и наибольшим кшатрийским родом Индии, который также известен под многочисленными синонимами — Адитьявамша (санскр. आदित्यवंश), Митравамша (санскр. मित्रवंश), Аркавамша (санскр. अर्कवंश), Равивамша (санскр. रविवंश) и так далее. Ранние цари Солнечной династии почитали бога Солнца (Сурья, Адитья, Арка) как своё родовое божество и поэтому в основном практиковали поклонение Солнцу.
Считается, что основатель рода, Вивасван или Вайвасвата Ману, также известный как Арка-таная (अर्क तनय, «сын Арки (Сурьи)»), жил с самого возникновения мира. Имя Вивасван буквально значит «сияющий», это солнце или бог солнца. Первым царём этой династии был внук Вивасвана по имени Икшваку, поэтому династия также известна как династия Икшваку, или Айкшваку (в основном этот термин применяется к династии из Айодхьи). Непосредственная родословная Икшваку выглядит так: Брахма → Маричи → Кашьяпа → Вивасван → Вайвасвата Ману → Икшваку.
Солнечная династия особенно ассоциируется с Рамой, царём Айодхьи, чья история изложена в «Рамаяне». Рама был законным наследником согласно праву первородства, но, так как его отец дал слово своей второй жене, Кайкейи, отправить Раму в изгнание в леса на 14 лет и возвести её сына на его место, Рама был отстранён от правления. Тем не менее сын Кайкейи Бхарата так и не заполучил трона, а правил как регент, пока Рама не вернулся из изгнания.
Важным царём Айодхьи был также Брихадбала, который убил Абхиманью в битве на Курукшетре. Последним правящим царём из этой династии в Айодхье был Сумитра в IV веке до н. э., который после завоевания Айодхьи правителем Махападмой Нандой из династии Нанда (Магадха) стал править в Рохтасе.
Как было предписано Ману, цари Солнечной династии наследовали титул по праву первородства. Только старший отпрыск царя мог взойти после него на трон. Младшие сыновья царей из этой династии также дали миру много знаменитых кшатриев и вайшьев, которые тем не менее не включаются в список правителей Солнечной династии.

## Генеалогия
Тринадцать пуран дают более или менее полный список царей из этой династии. Дважды список царей приведён в «Рамаяне» (Рам I, 70, 21—44; II, 110, 6—35). В «Махабхарате» содержатся только различные отрывочные упоминания, рассеянные по всему тексту. «Рагхуванша» Калидасы также приводит несколько имён царей Солнечной династии — от Дилипы II до Агниварны.

### Различия между данными пуран и «Рамаяны» Вальмики
«Рамаяна» и пуранические списки имеют много важных различий. Вот список основных из них:
1. «Рамаяна» упоминает только 36 царей от Вайвасваты Ману до Рамы, тогда как пураны упоминают 63 царя за тот же период времени.
2. «Рамаяна» пропускает имена многих царей, которые в ведийской литературе (Харишчандра и Рохита) и «Махабхарате» (Пурукутса и Трасадасью) значатся как цари Солнечной династии.
3. «Рамаяна» содержит имена нескольких царей, которые не принадлежат к династии согласно пуранам (Кукши).
4. «Рамаяна» включает в список некоторых царей как предков Рамы, но в пуранических списках они упомянуты как потомки Рамы. Это цари Шанкхана, Дхрувасандхи, Сусандхи.
5. Порядок царей в списках «Рамаяны» отличается от порядка в списках пуран.

Поэтому ряд учёных признаёт бо́льшую достоверность пуранической генеалогии царей.

### Список правителей по пуранам
Далее идёт в хронологическом порядке список правителей Солнечной династии согласно пуранам:
1. Икшваку — это первый знаменитый царь этой династии, давший ей другое название — династия Икшваку.
2. Викукши — известен также как Шашада («поедатель зайцев»), за то, что съел кролика во время шраддхи. Некоторые записи называют его внуком Икшваку.
3. Какутстха, или Пуранджая
4. Анена (Аненас)
5. Притху
6. Виштарашва
7. Ардра, или Чандра
8. Юванашва I
9. Шраваста
10. Брихадашва
11. Кувалашва
12. Дридхашва
13. Прамода
14. Харьяшва I
15. Никумбха
16. Самхаташва
17. Акришашва
18. Прасенаджит
19. Юванашва II
20. Мандхатри
21. Амбариша
22. Пурукутша
23. Трасадасью
24. Самбхута
25. Анаранья
26. Трасадашва
27. Харьяшва II
28. Васуманас
29. Тридханва
30. Трайяруна
31. Тришанку
32. Харишчандра
33. Рохиташва
34. Харита
35. Чанчу
36. Виджая
37. Рурука
38. Врика
39. Баху
40. Сагара
41. Асаманджа
42. Аншуман
43. Дилипа I
44. Бхагиратха
45. Шрута
46. Набхага
47. Амбариша
48. Синдхудвипа
49. Аютаюс
50. Ритупарна
51. Сарвакама
52. Судаса
53. Митрасаха Калмашапада
54. Ашмака
55. Мулака
56. Шатаратха
57. Айдавида — Вриддхашарман
58. Вишвасаха I
59. Дилипа II — Кхатванга
60. Диргхабаху
61. Рагху
62. Аджа
63. Дашаратха
64. Рама
65. Куша
66. Атитхи
67. Нишадха
68. Нала
69. Набхас
70. Пундарика
71. Кшемадханван
72. Деваника
73. Ахинагу
74. Парипатра
75. Дала (Бала)
76. Уктха
77. Ваджранабха
78. Шанкхана
79. Вьюшиташва
80. Вишвасаха II
81. Хираньянабха
82. Пушья
83. Дхрувасандхи
84. Сударшана
85. Агниварна
86. Сигхра
87. Мару
88. Прасушрута
89. Сусандхи
90. Амарша и Сахасвант
91. Вишрутавант
92. Брихадбала
93. Брихаткшая
94. Урукшая
95. Ватсавьюха
96. Пративьома
97. Дивакара
98. Сахадева
99. Брихадашва
100. Бхануратха
101. Пратиташва
102. Супратика
103. Марудева
104. Сунакшатра
105. Киннарашва (Киннара)
106. Антарикша
107. Супарна
108. Амитраджит (Сумитра)
109. Брихадбхраджа
110. Дхармин
111. Кританджая
112. Рананджая
113. Санджая
114. Шакья
115. Шуддходана
116. Сиддхартха
117. Рахула
118. Прасенаджит
119. Кшудрака
120. Кулака
121. Суратха
122. Сумитра

Непальцы и буддисты продолжают династию ещё дальше.

### Список царей по «Рамаяне» Вальмики
1. Брахма
2. Кашьяпа
3. Вивасван
4. Вайвасвата Ману
5. Икшваку
6. Кукши
7. Викукши
8. Бана (Бала — во 2-м списке Рамаяны)
9. Анаранья
10. Притху
11. Тришанку
12. Дхундхумара (Дандхумара — во 2-м списке Рамаяны)
13. Юванашва
14. Мандхатар
15. Сусандхи
16. Прасенаджит
17. Дхрувасандхи
18. Бхарата
19. Асита
20. Сагара
21. Асаманджа
22. Аншуман
23. Дилипа
24. Бхагиратха
25. Какутстха
26. Рагху
27. Правриддха, или Калмашапада
28. Шанкхана
29. Сударшана
30. Агниварна
31. Шигхрага
32. Мару
33. Прашушрука (Прашушрува — во 2-м списке Рамаяны)
34. Амбариша
35. Нахуша
36. Яяти (во 2-м списке Рамаяны отсутствует)
37. Набхага
38. Аджа
39. Дашаратха
40. Рама

### Династия Видеха
Вышеприведённый список царей, начиная от Викукши, относится к основной ветви Солнечной династии, которая правила в Айодхье. Но существует и другая ветвь династии, ведущая происхождение от второго сына Икшваку по имени Ними (Неми) и правившая в Митхиле. Часто она носит название династии Видеха, по второму имени её первого царя Ними. Списки царей этой династии содержат «Рамаяна» (Рам I, 71, 3—20) и пять пуран — «Брахманда-пурана», «Ваю-пурана», «Вишну-пурана», «Гаруда-пурана» и «Бхагавата-пурана». Следующий список царей составлен по пуранам и дополнен данными из «Рамаяны»:
1. Ними
2. Митхи
3. Джанака
4. Удавасу
5. Нандивардхана
6. Сукету
7. Деварата
8. Брихадуктха (по Рамаяне — Брихадратха, сын Сукету)
9. Махавирья (по Рамаяне — Махавира)
10. Дхритиман (в Рамаяне пропущен)
11. Судхрити
12. Дхриштакету
13. Харьяшва
14. Мару
15. Пратиндхака
16. Киртиратха
17. Девамидха
18. Вибудха
19. Махадхрити (по Рамаяне — Махидхрака)
20. Киртирата
21. Махароман
22. Сварнароман — есть в Рамаяне, но в пураническом списке по Парджитеру отсутствует.
23. Храсвароман
24. Сирадхваджа, или Джанака — здесь список из Рамаяны заканчивается
25. Бхануман
26. Прадьюмна-Шатадьюмна
27. Муни
28. Урджаваха
29. Санадхваджа
30. Шакуни
31. Анджана
32. Ритуджит
33. Ариштанеми
34. Шрутаюс
35. Супаршва
36. Санджая
37. Кшемари
38. Анена
39. Минаратха
40. Сатьяратха
41. Упагуру
42. Упагупта
43. Свагата
44. Суварчас
45. Шрута
46. Сушрута
47. Джая
48. Виджая
49. Рита
50. Суная
51. Витахавья
52. Дхрити
53. Бахулашва
54. Критакшана